# ريك هايوارد
ريك هايوارد (بالإنجليزية: Rick Hayward)‏ هو لاعب هوكي الجليد أمريكي، ولد في 25 فبراير 1966 في توليدو في الولايات المتحدة.

## وصلات خارجية
- ريك هايوارد على موقع دوري الهوكي الوطني (الإنجليزية)
- ريك هايوارد على موقع EliteProspects.com (الإنجليزية)
- ريك هايوارد على موقع HockeyDB.com (الإنجليزية)
- ريك هايوارد على موقع Hockey-Reference.com (الإنجليزية)